# Hoplosebastes armatus
Hoplosebastes armatus és una espècie de peix pertanyent a la família dels escorpènids i l'única del gènere Hoplosebastes. És un peix marí, demersal i de clima temperat present al Pacífic nord-occidental: el Japó i la mar de la Xina Oriental.
Fa 12,3 cm de llargària màxima.
És inofensiu per als humans.